# Digonocryptus diversicolor
Digonocryptus diversicolor là một loài tò vò trong họ Ichneumonidae.